# Стоговской
Стоговской — хутор в Верхнедонском районе Ростовской области.
Входит в состав Тубянского сельского поселения.

## География
На хуторе имеется одна улица: Стоговская.

## История
Есть старая легенда, откуда появилось название хутора — были возле него два стога (кургана, холма), большой и маленький. Уходя на войну, бросили казаки по горсти земли, появился большой стог. И придя из похода сделали они также. Те, кто вернулся...
(Записано со слов уроженки хутора Плешаковой Ефросиньи Акимовны, 1906 г.р.).

## Население
| 1989 | 2002 | 2010 |
| ---- | ---- | ---- |
| 201  | ↘121 | ↗193 |

### Известные люди
- В хуторе родился Рекунков, Александр Михайлович (1920—1996) — советский юрист, Генеральный прокурор СССР в 1981—1988 годах.